# Рекшинська сільська рада
Ре́кшинська сільська́ ра́да — До 5 квітня 2019 року адміністративно-територіальна одиниця та орган місцевого самоврядування в Бережанському районі Тернопільської області. Адміністративний центр — село Рекшин.

## Загальні відомості
- Територія ради: 34,049 км²
- Населення ради: 1 657 осіб (станом на 2001 рік)
- Територією ради протікає річка Золота Липа

## Населені пункти
Сільській раді підпорядковані населені пункти:
- с. Рекшин
- с. Двірці
- с. Писарівка
- с. Поточани
- с. Стриганці

## Історія
1. Село Поточани раніше утворювало окрему сільську раду, згодом дві адміністративно-територіальні одиниці були об'єднані.
2. Село Стриганці раніше утворювало окрему сільську раду, згодом дві адміністративно-територіальні одиниці були об'єднані.

## Склад ради
Рада складається з 16 депутатів та голови.
- Голова ради: Заяць Богдан Михайлович
- Секретар ради: Мармач Марія Іванівна

### Керівний склад попередніх скликань
| Прізвище, ім'я, по батькові | Основні відомості                                                                          | Дата обрання | Дата звільнення |
| --------------------------- | ------------------------------------------------------------------------------------------ | ------------ | --------------- |
| Заяць Богдан Михайлович     | Сільський голова, 1954 року народження, освіта вища                                        | 26.03.2006   | 31.10.2010      |
| Заяць Богдан Михайлович     | Сільський голова, 1954 року народження, освіта вища, член політичної партії «Наша Україна» | 31.10.2010   |                 |

Примітка: таблиця складена за даними сайту Верховної Ради України

### Депутати
За результатами місцевих виборів 2010 року депутатами ради стали:

#### За суб'єктами висування
| Суб'єкт висування | Кількість обраних депутатів | %    |
| ----------------- | --------------------------- | ---- |
| Самовисування     | 15                          | 93,8 |
| Народна партія    | 1                           | 6,3  |

#### За округами
| № округу       | Прізвище, ім'я, по батькові       | Дата визнання обраним | Освіта             | Партійна приналежність                | Відомості про обраного депутата                                |
| -------------- | --------------------------------- | --------------------- | ------------------ | ------------------------------------- | -------------------------------------------------------------- |
| Народна Партія |                                   |                       |                    |                                       |                                                                |
| 2              | Музичка Марія Григорівна          | 02.11.2010            | вища               | позапартійна                          | Рекшинська сільська рада, землевпорядник                       |
| Самовисування  |                                   |                       |                    |                                       |                                                                |
| 1              | Ліпінська Леся Миколаївна         | 02.11.2010            | середня спеціальна | позапартійна                          | фельдшерсько-акушерський пункт с. Поручин, завідувач           |
| 3              | Баран Зоряна Іванівна             | 02.11.2010            | вища               | позапартійна                          | тимчасово не працює                                            |
| 4              | Керніцький Василь Михайлович      | 02.11.2010            | середня спеціальна | позапартійний                         | народний дім с. Рекшин, завідувач                              |
| 5              | Василишин Йосафат Михайлович      | 02.11.2010            | середня спеціальна | позапартійний                         | Рекшинська загальноосвітня школа, майстер виробничого навчання |
| 6              | Мармач Марія Іванівна             | 02.11.2010            | середня спеціальна | позапартійна                          | Рекшинська сільська рада, секретар                             |
| 7              | Юзефик Ольга Ярославівна          | 02.11.2010            | середня спеціальна | позапартійна                          | фельдшерсько-акушерський пункт с. Рекшин, завідувач            |
| 8              | Козак Богдан Васильович           | 02.11.2010            | середня спеціальна | позапартійний                         | тимчасово не працює                                            |
| 9              | Сташина Надія Михайлівна          | 02.11.2010            | середня            | позапартійна                          | тимчасово не працює                                            |
| 10             | Чорній Надія Михайлівна           | 02.11.2010            | середня            | позапартійна                          | Рекшинська загальноосвітня школа, кухар                        |
| 11             | Крамар Любов Іванівна             | 02.11.2010            | середня            | позапартійна                          | тимчасово не працює                                            |
| 12             | Білогруда Марія Володимирівна     | 02.11.2010            | середня            | позапартійна                          | тимчасово не працює                                            |
| 13             | Скотник Любов Броніславівна       | 02.11.2010            | середня            | позапартійна                          | тимчасово не працює                                            |
| 14             | Околіта Леся Едмундівна           | 02.11.2010            | вища               | член Політичної партії «Наша Україна» | Поточанська загальноосвітня школа, вчитель                     |
| 15             | Войціховський Володимир Йосипович | 02.11.2010            | вища               | позапартійний                         | Поточанська загальноосвітня школа, вчитель                     |
| 16             | Маланюк Галина Василівна          | 02.11.2010            | середня            | позапартійна                          | Відділення зв'язку с. Рекшин, листоноша                        |